# Felicià Fàbregas
Felicià Fàbregas (Besalú, 6 d'agost de 1799 - Barcelona, 16 de febrer de 1862) fou director i professor. Va ser ajudat per l'església de Santa Maria del Mar de Barcelona, on portà a terme la seva feina com a director de cor i professor de cant pla. Va compondre algunes obres de música sacra.
Al diari de Barcelona del 19 de febrer del 1862 se li dedica un article en el seu honor, després d'haver mort on s'alaben les seves qualitats musicals.